# 全力
| ウィキペディアには「全力」という見出しの百科事典記事はありません（タイトルに「全力」を含むページの一覧/「全力」で始まるページの一覧）。 代わりにウィクショナリーのページ「全力」が役に立つかもしれません。 |